# Ahmed Abdelkefi
Ahmed Abdelkefi (arabe : أحمد عبد الكافي), né le 1er mars 1941 à Tunis, est un économiste et homme d'affaires tunisien spécialisé dans le secteur financier.

## Biographie
Né d'un père agriculteur et commerçant d'origine sfaxienne et d'une mère d'origine turque, il passe son enfance dans la médina de Tunis. Après ses études primaires au Collège Sadiki, il est inscrit au lycée Carnot où il obtient un baccalauréat scientifique. En 1959, il part pour la France pour s'inscrire à l'université de Paris I d'où il sort diplômé ès sciences économiques en 1963. L'année suivante, il est admis à l'École nationale d'administration.
En 1967, il regagne la Tunisie où il entame une carrière au sein de l'administration, au gouvernorat de Sidi Bouzid dans un premier temps puis, dans un deuxième temps, au ministère de l'économie et des finances, où il dirige le département de l'investissement extérieur. Nommé en 1973 comme premier président-directeur général de la Société d'études et de développement de Sousse-Nord, chargé du développement de Port El-Kantaoui, il quitte ce poste en 1978 pour aller collaborer durant cinq ans au sein du Fonds d'Abu Dhabi pour le développement économique arabe en tant que conseiller.
Ahmed Abdelkefi est connu pour être un pionnier dans le lancement de nouveaux produits financiers sur la place tunisienne. Il lance ainsi la première société de leasing en fondant en 1984 Tunisie Leasing, société importante sur le marché tunisien. En 1991, il crée Tunisie Valeurs, premier intermédiaire en bourse tunisien, puis Tunisie Factoring, pionnière tunisienne des sociétés de factoring, en 1993. En 1994, il fonde Tuninvest Finance Group (TFG), première société tunisienne spécialisée dans le capital-investissement. En 2005, il lance Tunisie LLD, première société spécialisée dans la gestion de parcs automobiles ou fleet management.
Il est président de TLG Groupe Financier (englobant les métiers du leasing, du factoring et de la location longue durée), président d'Integra Partners (regroupant Tunisie Valeurs et TFG) et PDG de la société du pôle de compétitivité de Sousse. Il intègre le conseil d'administration de la Banque centrale de Tunisie en septembre 2012.

## Vie privée
Ahmed Abdelkefi est veuf et père de deux enfants, dont Fadhel.